# Catephia pallididisca
Catephia pallididisca là một loài bướm đêm trong họ Erebidae.